# Le Saulcy
Le Saulcy és un municipi francès, situat al departament dels Vosges i a la regió del Gran Est. L'any 2007 tenia 314 habitants.

## Demografia

### Població
El 2007 la població de fet de Le Saulcy era de 314 persones. Hi havia 124 famílies, de les quals 36 eren unipersonals (12 homes vivint sols i 24 dones vivint soles), 40 parelles sense fills, 32 parelles amb fills i 16 famílies monoparentals amb fills.
La població ha evolucionat segons el següent gràfic:
Habitants censats

### Habitatges
El 2007 hi havia 249 habitatges, 133 eren l'habitatge principal de la família, 99 eren segones residències i 17 estaven desocupats. 240 eren cases i 9 eren apartaments. Dels 133 habitatges principals, 112 estaven ocupats pels seus propietaris, 16 estaven llogats i ocupats pels llogaters i 6 estaven cedits a títol gratuït; 1 tenia dues cambres, 15 en tenien tres, 48 en tenien quatre i 69 en tenien cinc o més. 106 habitatges disposaven pel capbaix d'una plaça de pàrquing. A 60 habitatges hi havia un automòbil i a 57 n'hi havia dos o més.

### Piràmide de població
La piràmide de població per edats i sexe el 2009 era:
| Homes | Edats   | Dones |
| ----- | ------- | ----- |
| 0     | 95 o +  | 0     |
| 0     | 90 a 94 | 0     |
| 0     | 85 a 89 | 0     |
| 0     | 80 a 84 | 0     |
| 8     | 75 a 79 | 16    |
| 12    | 70 a 74 | 20    |
| 0     | 65 a 69 | 4     |
| 8     | 60 a 64 | 4     |
| 12    | 55 a 59 | 8     |
| 16    | 50 a 54 | 24    |
| 16    | 45 a 49 | 4     |
| 20    | 40 a 44 | 16    |
| 12    | 35 a 39 | 20    |
| 16    | 30 a 34 | 12    |
| 4     | 25 a 29 | 4     |
| 4     | 20 a 24 | 4     |
| 4     | 15 a 19 | 4     |
| 20    | 10 a 14 | 20    |
| 8     | 5 a 9   | 8     |
| 4     | 0 a 4   | 12    |

## Economia
El 2007 la població en edat de treballar era de 199 persones, 138 eren actives i 61 eren inactives. De les 138 persones actives 116 estaven ocupades (65 homes i 51 dones) i 22 estaven aturades (12 homes i 10 dones). De les 61 persones inactives 26 estaven jubilades, 17 estaven estudiant i 18 estaven classificades com a «altres inactius».

### Ingressos
El 2009 a Le Saulcy hi havia 142 unitats fiscals que integraven 339,5 persones, la mediana anual d'ingressos fiscals per persona era de 15.560 €.

### Activitats econòmiques
Dels 12 establiments que hi havia el 2007, 4 eren d'empreses de construcció, 1 d'una empresa de comerç i reparació d'automòbils, 2 d'empreses d'hostatgeria i restauració, 1 d'una empresa d'informació i comunicació, 1 d'una empresa immobiliària, 2 d'empreses de serveis i 1 d'una empresa classificada com a «altres activitats de serveis».
Dels 3 establiments de servei als particulars que hi havia el 2009, 1 era una lampisteria i 2 electricistes.
L'únic establiment comercial que hi havia el 2009 era una botiga de material de revestiment de parets i terra.
L'any 2000 a Le Saulcy hi havia 7 explotacions agrícoles.

## Equipaments sanitaris i escolars
El 2009 hi havia una escola elemental integrada dins d'un grup escolar amb les comunes properes formant una escola dispersa.

## Poblacions més properes
El següent diagrama mostra les poblacions més properes.